# Max Bohatsch
Max Bohatsch (fl. XX secolo) è stato un pattinatore artistico su ghiaccio austriaco. Ha vinto due argenti (1905 e 1907) e un bronzo (1903) al Campionato del mondo e un oro (1905) e un argento (1904) al Campionato europeo.

## Palmarès
| Internazionali       | Internazionali | Internazionali | Internazionali | Internazionali | Internazionali | Internazionali | Internazionali |
| Evento               | 1901           | 1902           | 1903           | 1904           | 1905           | 1906           | 1907           |
| -------------------- | -------------- | -------------- | -------------- | -------------- | -------------- | -------------- | -------------- |
| Campionati mondiali  |                |                | 3°             |                | 2°             |                | 2°             |
| Campionati europei   |                |                |                | 2°             | 1°             |                |                |
| Nazionali            |                |                |                |                |                |                |                |
| Campionati austriaci | 1°             |                |                | 1°             | 1°             |                |                |